# Чжао Шанчжи
Чжао Шанчжи (упрощенный китайский: 赵尚志; традиционный китайский: 趙尚志; пиньинь: Zhào Shàngzhì; 1908—1942) — китайский военачальник. Родился в Чаояне, Ляонин, в 1925 году участвовал в Движении Тридцатого мая и в том же году вступил в Коммунистическую партию Китая. В ноябре 1925 года он отправился учиться в Военную академию Вампоа в Гуанчжоу.
После 18 сентября 1932 года он возглавил Северо-Восточный военный отдел КПК. В октябре 1933 года он возглавлял антияпонских партизан Чжухэ, а в 1934 году был назначен командующим Северо-Восточной антияпонской объединенной армией.
12 февраля 1942 года он был схвачен японской военной полицией после нападения агента-провокатора и скончался позже в возрасте 34 лет.
Город Чжухэ, где он сражался против японцев, был переименован в Шанчжи в его память.